# 清水宗真
清水 宗真（しみず そうしん、生没年不詳）は、江戸時代中期の茶人。号は可翁。

## 経歴・人物
織部流の伊達道作の門人。